# Kabubu
Kabubu（2006年12月18日 - ）は、日本のポケモンカードゲームプレイヤー、学生。ポケモンカードゲーム元日本代表。チーム ナゾノクサ所属。愛知県出身。主な活動場所は愛知県。

## 来歴
2006年12月18日、愛知県に生まれる。中学では野球部、高校では陸上部に所属。
2014年に発売されたワイルドブレイズからポケモンカードゲームを本格的に始める。
2019年にポケモンカードゲームで日本代表になる。当時はルガルガンGXとゾロアークGXを中心としたデッキ（通称：ルガゾロ）を愛用していた。
2019年8月16日から18日にアメリカ合衆国のワシントンD.C.で行われたポケモンカードゲームの世界大会に参加した。使用デッキはサーナイト＆ニンフィアGXデッキであった。

## 人物
愛称は、Kabubu、カブちゃん。Kabubuというハンドルネームは幼少期に『ポケットモンスター　ダイヤモンド・パール』の主人公につけた名前に由来する。
憧れのポケモンカードゲームプレイヤーはイトウシンタロウ。
好きなポケモンは、グレイシア、ナゾノクサ。
チームナゾノクサの一期生であり、チームナゾノクサの広報担当でもある。
下ネタにはある程度の耐性がある。